# Antiga Sinagoga Nova
L'Antiga Sinagoga Nova (En txec Staronová synagoga; en alemany: Altneu-Synagoge), també anomenada Altneuschul, situada a Josefov, Praga, és la sinagoga activa més antiga d'Europa. També és la sinagoga medieval més antiga que es conserva de disseny de dues naus.
Completada el 1270 d'estil gòtic, va ser un dels primers edificis gòtics de Praga. La sinagoga de Praga més antiga, coneguda com la Sinagoga Vella, va ser enderrocada el 1867 i substituïda per la Sinagoga Espanyola.

## Etimologia
La sinagoga es va anomenar originalment la Sinagoga Nova o Gran i més tard, quan es van construir sinagogues més noves al segle xvi, es va conèixer com la Sinagoga Vella-Nova. Una altra explicació deriva el nom de l'hebreu עַל תְּנַאי (al tnay), que significa "a condició" i sona idèntic al yiddish "alt-nay", o vell-nou. Segons la llegenda, els àngels han portat pedres del temple de Jerusalem per construir la sinagoga de Praga, "amb la condició" de tornar-les, quan vingui el Messies. És a dir, quan es reconstrueixi el temple de Jerusalem i les pedres siguin necessàries.

## Interior

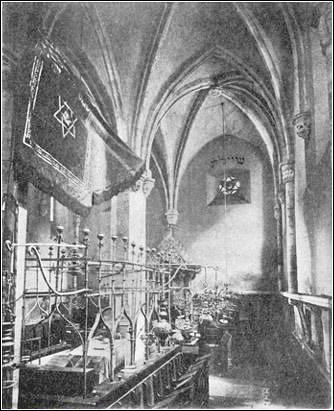
Vista de l'interior de la sinagoga amb la "bandera jueva" a l'esquerra.

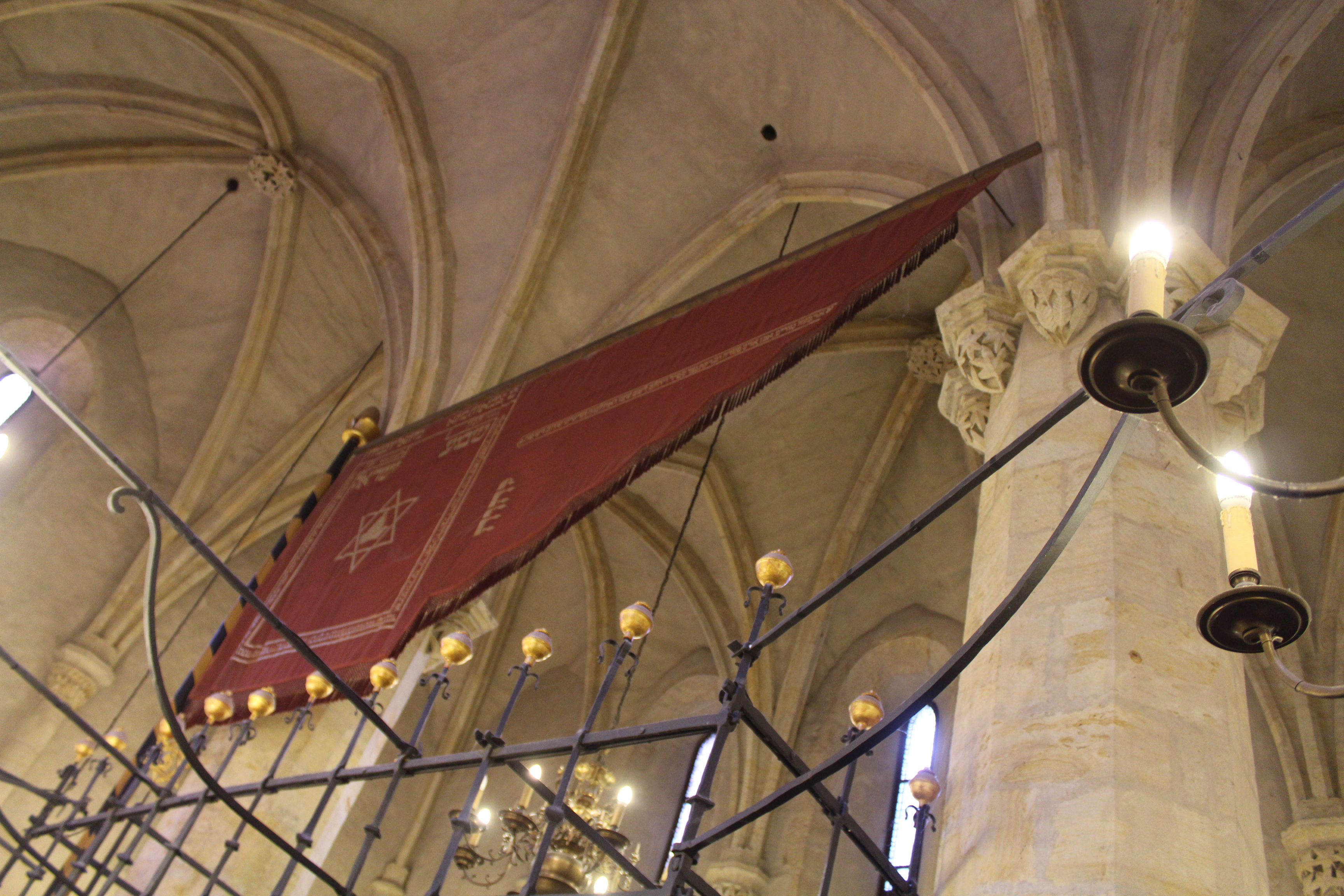
Vista de la "bandera jueva"

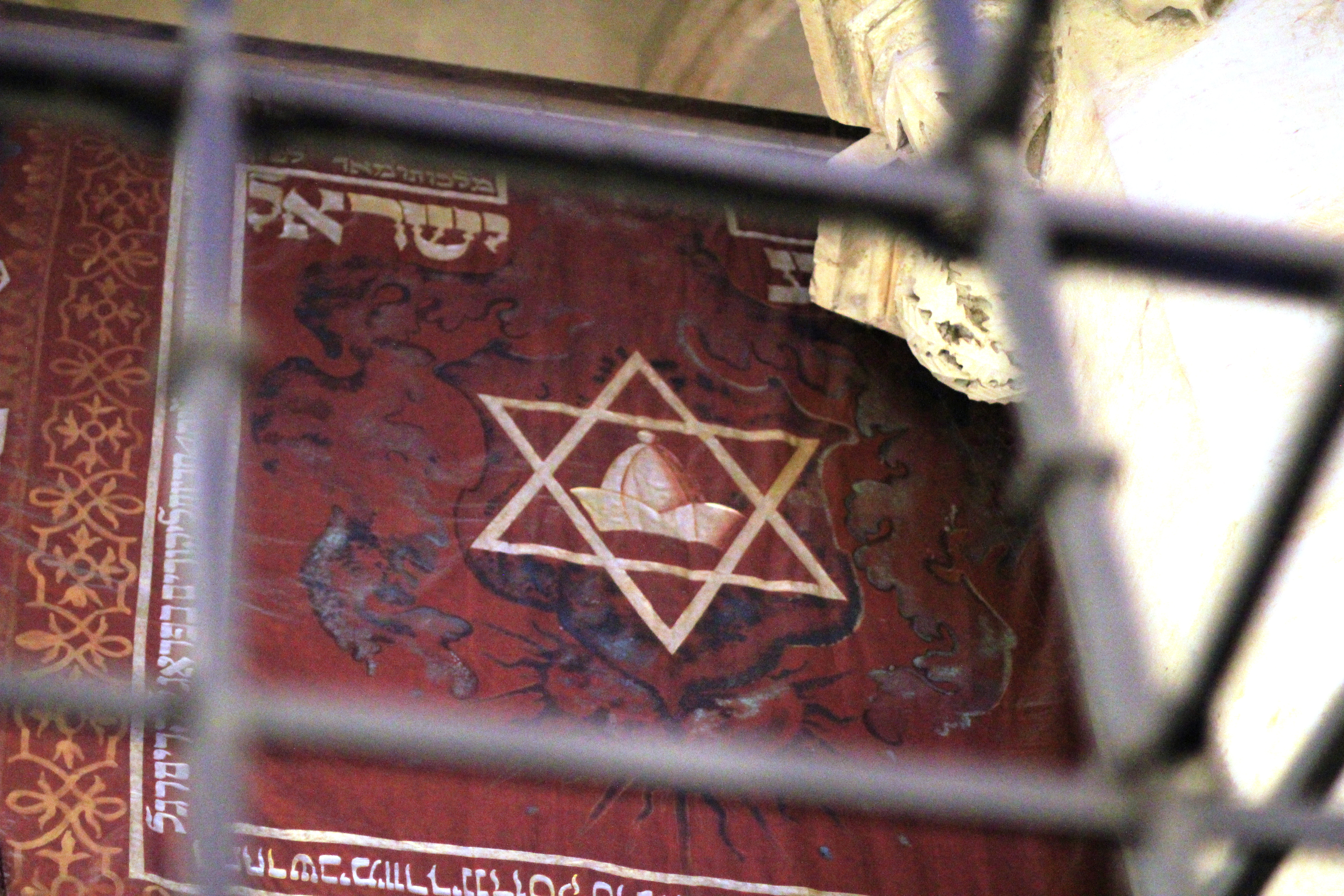
Primer pla de la "bandera jueva" amb el "barret jueu"

Nou esglaons porten des del carrer a un vestíbul, des del qual una porta s'obre a una doble nau amb sis voltes abovedades. Aquest sistema de dues naus, probablement, va ser adaptat dels plànols de monestirs i capelles pels arquitectes cristians de la sinagoga. La motllura del timpà de l'entrada de la sinagoga té un disseny que incorpora dotze ceps i dotze raïms, que es diu que representen dotze tribus d'Israel. Dos grans pilars alineats d'est a oest al mig de la sala suporten cadascun la cantonada interior de quatre badies. Les badies tenen dues finestres gòtiques estretes als laterals, fins a un total de dotze, representant novament les dotze tribus. Les finestres estretes són probablement responsables de descripcions antigues de l'edifici, descrivint-lo com a fosc; ara està molt il·luminat, amb diversos canelobres elèctrics.
Les sis voltes tenen cinc nervadures en lloc de les típiques quatre o sis. Es creu que es tractava d'un intent d'evitar associacions amb la creu cristiana. Molts estudiosos discrepen d'aquesta teoria, indicant que algunes sinagogues tenen costelles quadripartides i edificis cristians que tenen el disseny inusual de cinc costelles.
El bimah des del qual es llegeixen els rotlles de la Torà es troba entre els dos pilars. La base de la bimah repeteix el motiu de dotze vinyes que es troba al timpà. L'Aron Kodesh, on s'emmagatzemen els rotlles de la Torà, es troba al mig del mur oriental. Hi ha cinc graons que condueixen a l'Arca, i dos vitralls rodons a banda i banda. Un faristol davant de l'arca té un pou quadrat uns quants centímetres per sota del pis principal, perquè el líder del servei s'hi pugui posar.
Les dotze finestres de lanceta de la sinagoga, que dirigien la llum cap a la bimah, aparentment van portar els membres a comparar l'estructura amb el temple de Salomó.
La sinagoga segueix el costum ortodox, amb seients separats per a homes i dones durant els serveis de pregària. Les dones seuen en una habitació exterior amb finestres petites que donen al santuari principal. L'entramat de la teulada, el gable, i la mitgera, daten de l'edat mitjana.
Una característica inusual que es troba a la nau d'aquesta sinagoga és una gran bandera vermella prop del pilar oest. Al centre de la bandera hi ha una estrella de David i al centre de l'estrella hi ha un "barret jueu". Tant el barret com l'estrella estan cosits en or. També està cosit en or el text de Shema Yisrael. Ferran III, emperador del Sacre Imperi Romanogermànic, va atorgar a la comunitat jueva la seva pròpia bandera en reconeixement dels seus serveis en la defensa de Praga durant la Guerra dels Trenta Anys. La pancarta que ara s'exhibeix és una reproducció moderna.

## Golem de Praga
Es diu que el cos d'un Golem (creat pel rabí Judah Loew ben Bezalel) es troba a l'àtic on es guarda la guenizà de la comunitat de Praga. Una llegenda explica que un agent nazi durant la Segona Guerra Mundial va abordar la guenizà, però que va morir. En aquest cas, sembla que la Gestapo no va entrar a les golfes durant la guerra, i l'edifici es va salvar durant la destrucció de les sinagogues per part dels nazis. S'han eliminat els tres metres més baixos de l'escala que porta a l'àtic des de l'exterior, i l'àtic no està obert al públic. La renovació el 1883 i l'exploració de l'àtic l'agost de 2014 no van trobar cap rastre d'un golem.

## Galeria

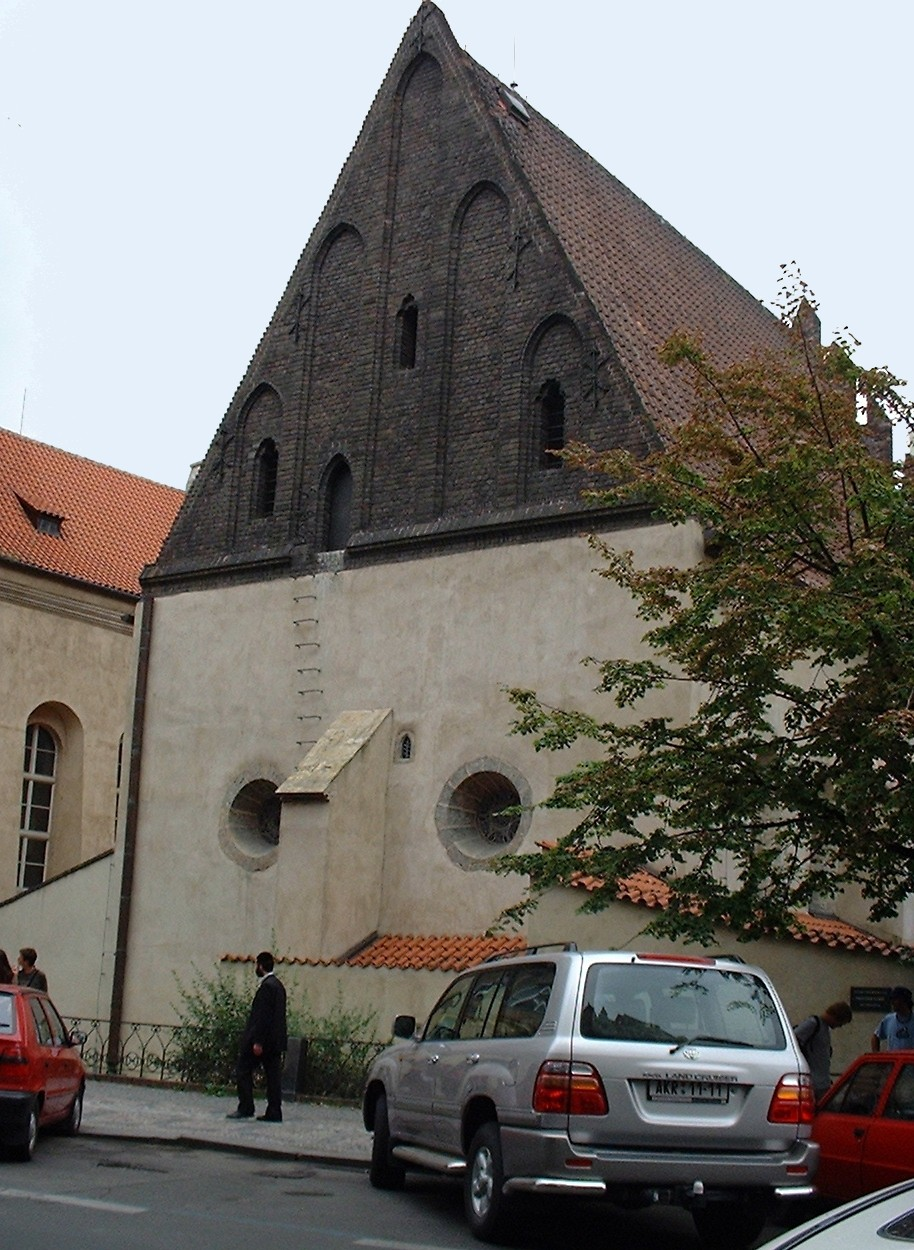
La façana oriental.
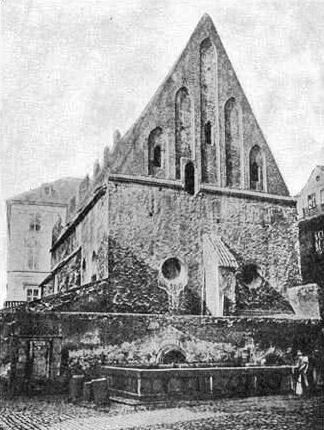
L'Antiga Sinagoga Nova abans de 1906
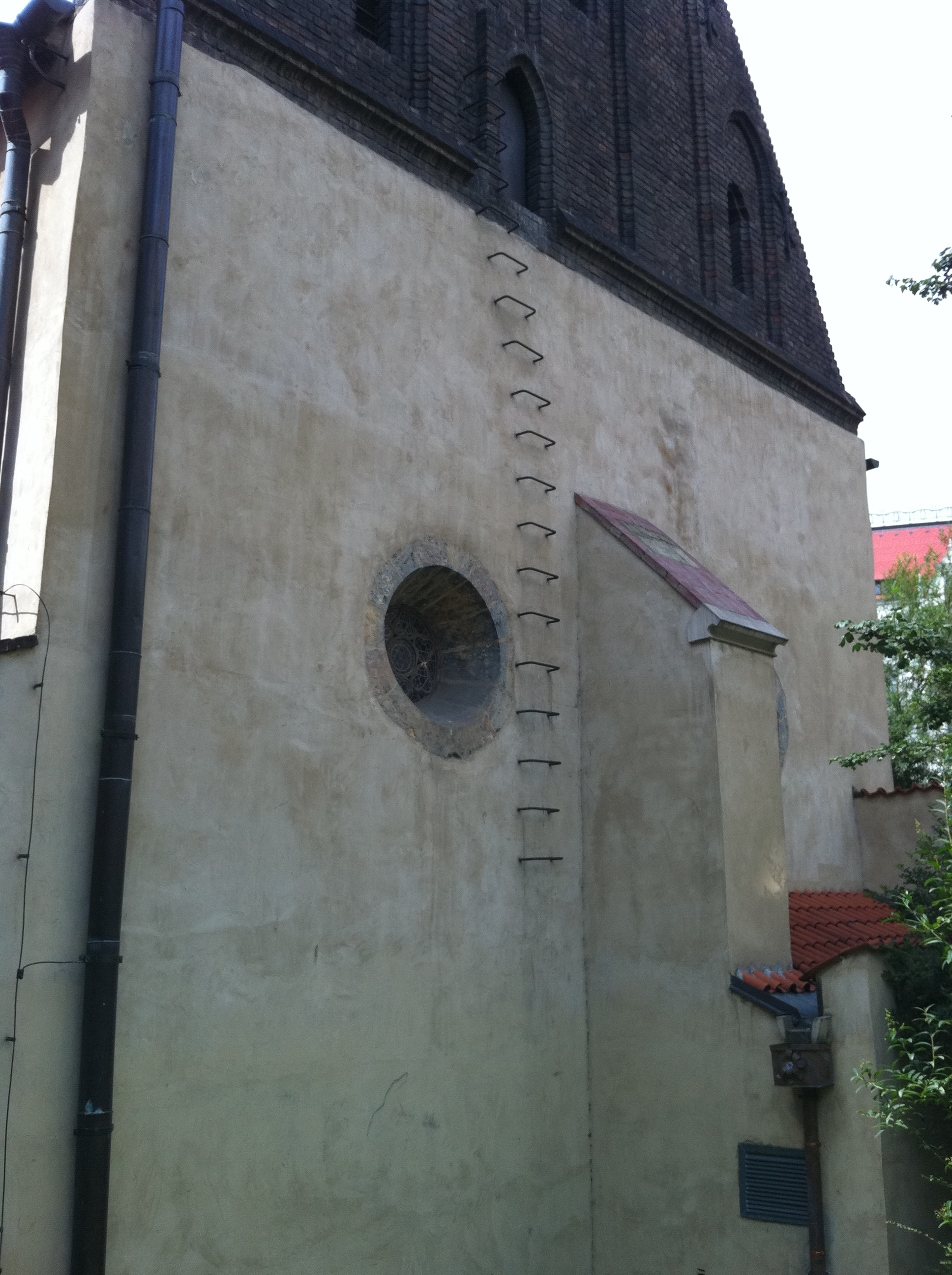
Darrera amb escala a golfes
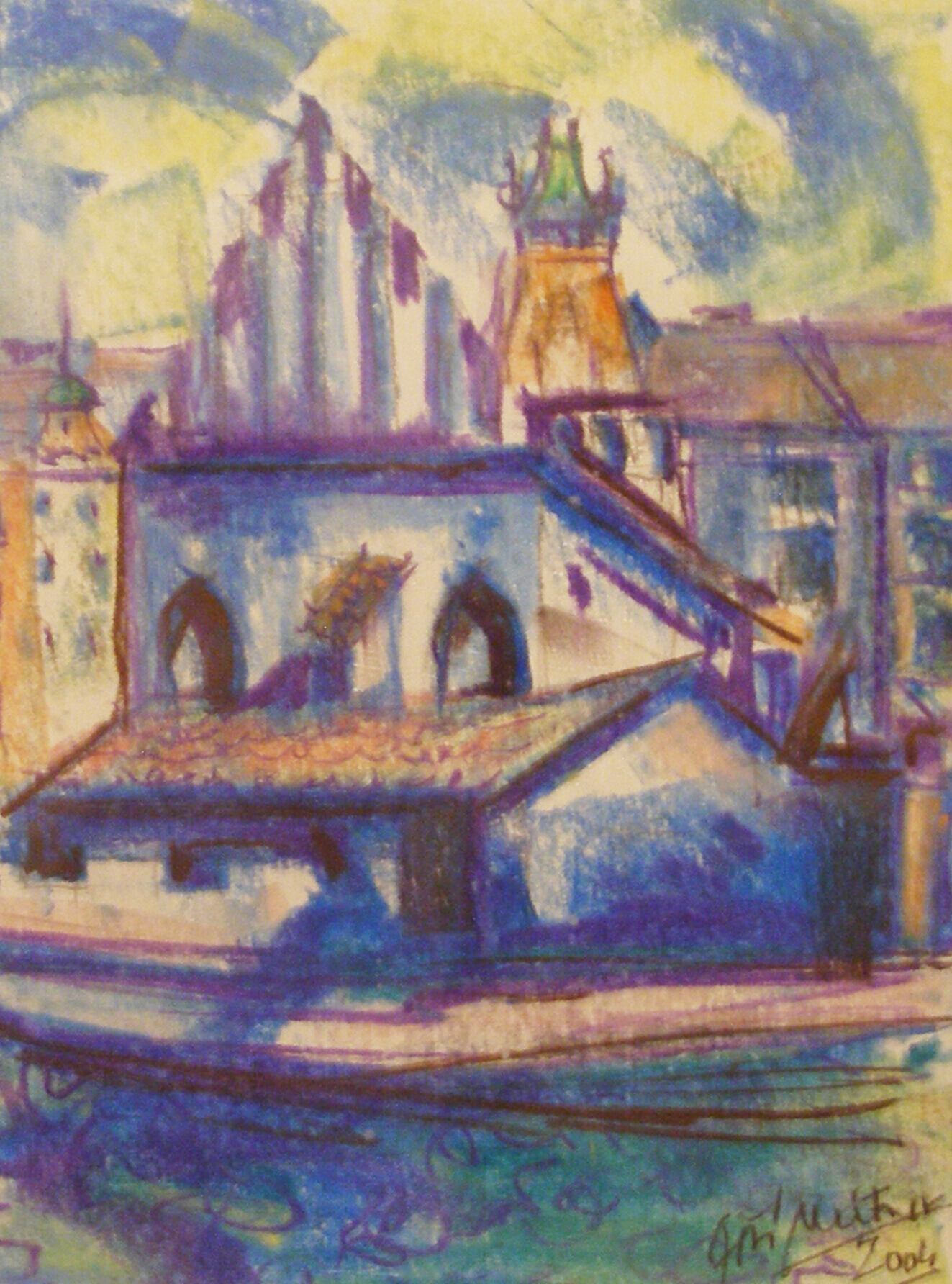
Antiga Sinagoga Nova del pintor Jiří Meitner
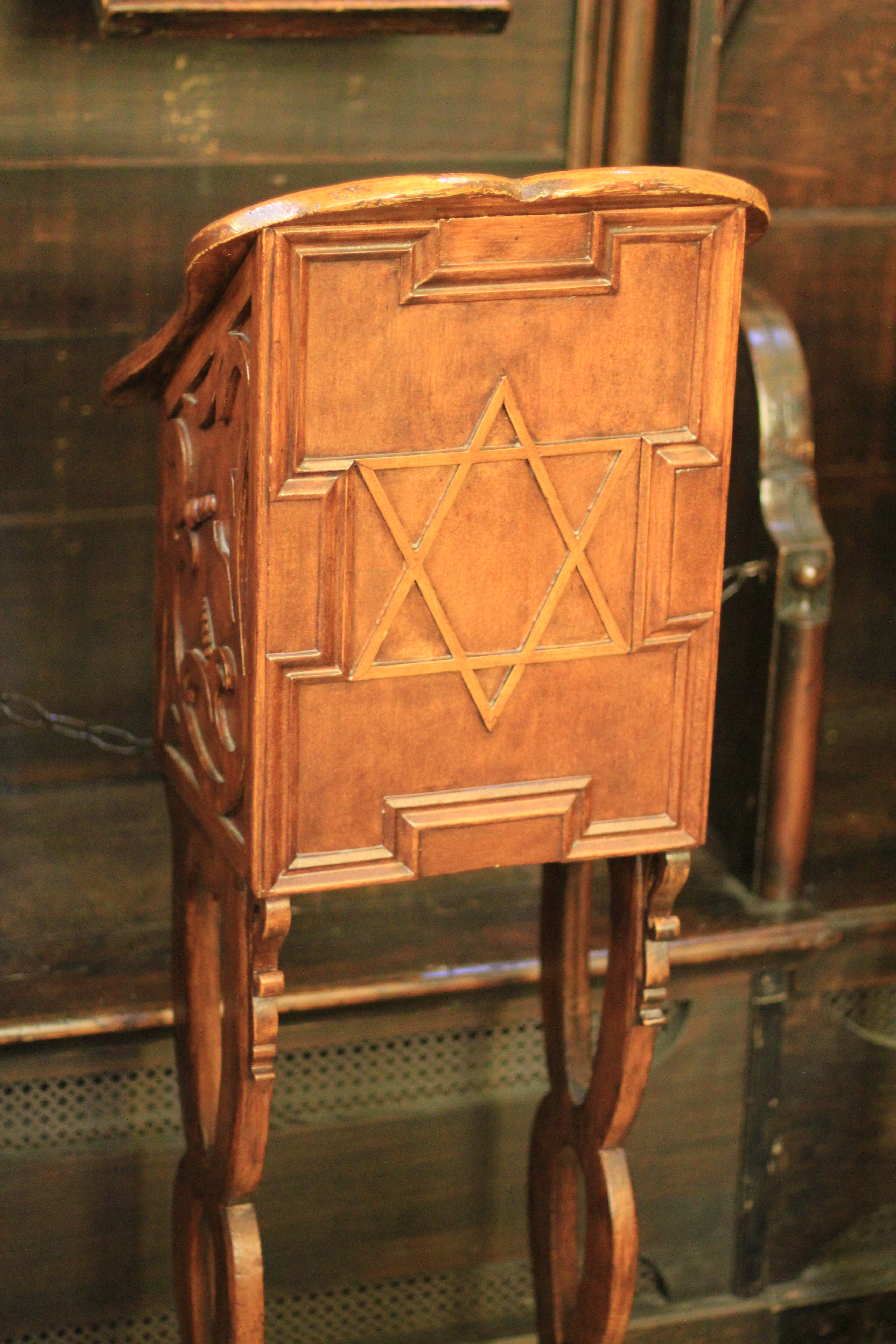
Cadira del rabí Loews
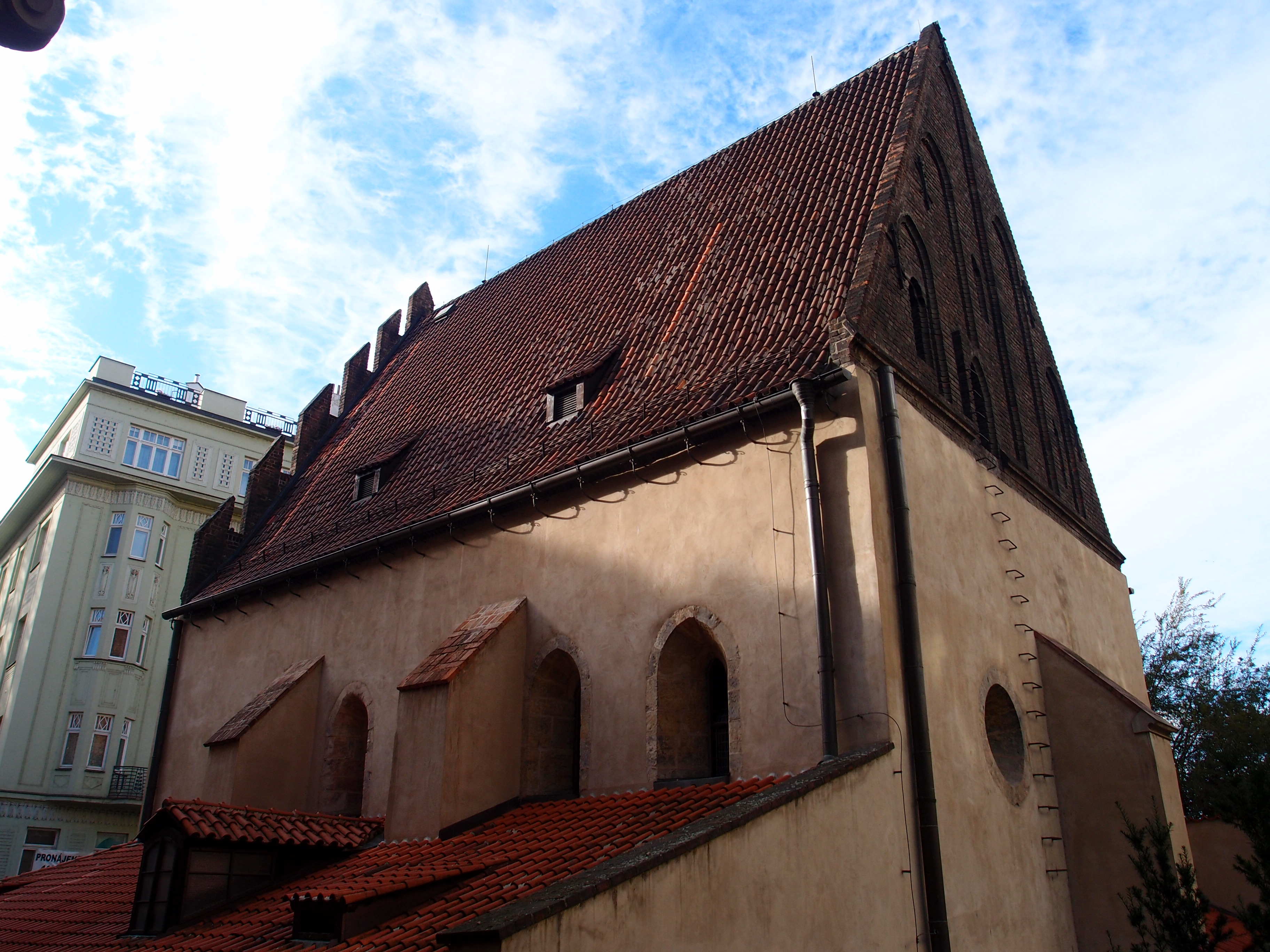
Vista des del sud-est